# Gens
Gens — свободный эмулятор игровой приставки Sega Mega Drive (также известной как Sega Genesis) (и дополнений к ней: Sega-CD и 32x) для Windows, POSIX-систем и Xbox. Впервые появился в 1999 году и на данный момент является одним из лучших эмуляторов этой приставки. Написан на 35 % на языке C/C++ и на 65 % на ассемблере.

## Совместимость
Эмулятор обладает очень высокой совместимостью:
- Sega Mega Drive — около 93 % игр работают идеально, 5-6 % с небольшими проблемами и 1-2 % неиграбельны.
- Sega-CD — 90 %.
- 32x — 75 %.

## Возможности
- Сохранение игры в любой момент.
- Поддержка Game Genie.
- Поддержка сетевой игры.
- Графические фильтры, сглаживающие изображение при увеличении.
- Настройка частоты звука, стереозвук.

## Модификации
В 2003 году общественность получила доступ к исходным кодам эмулятора — они были выложены на сервисе SourceForge.net. Последней доступной там версией является 2.12b.
Но весной 2006 года на официальном сайте программы появилась версия 2.14 с небольшими дополнениями из Gens32.
В 2008 году проект снова активизировался, были устранены некоторые проблемы с интерфейсом в Linux и подобных системах — выпущенные версии носят номера 2.15.
Также, на базе оригинальных исходных кодов эмулятора было создано несколько модификаций.
- Gens Plus! — поддержка дополнительных графических фильтров, добавлена эмуляция Sega Master System и Sega Game Gear и множеством других опций.
- Gens32
- Gens/GS — модификация Gens от Дэвида Корса (англ. David Korth). В этой модификации исправлены ошибки, добавлены новые графические фильтры, которые улучшают качество графики и повышают продуктивность эмулятора, а также добавлена возможность использования внешних плагинов.